# Coupure (Bruges)
El Coupure és un canal navegable belga a Bruges que connecta el Canal Bruges-Gant via el canal Lange Rei amb el Canal Bruges-Oostende. En perdre la seva funció per al transport de mercaderies a mitjans del segle xx, avui s'ha transformat en port esportiu. El 2002 s'hi va estrenar un pont llevadís per a vianants a la sortida del canal, que completa el sender circular dels antics fossats de Bruges.
El nom prové del francès –llengua de govern a l'època– coupure, que significa «tall». El projecte va necessitar un altre Coupure amb una funció semblant que va excavar-se a Gant.

## Història

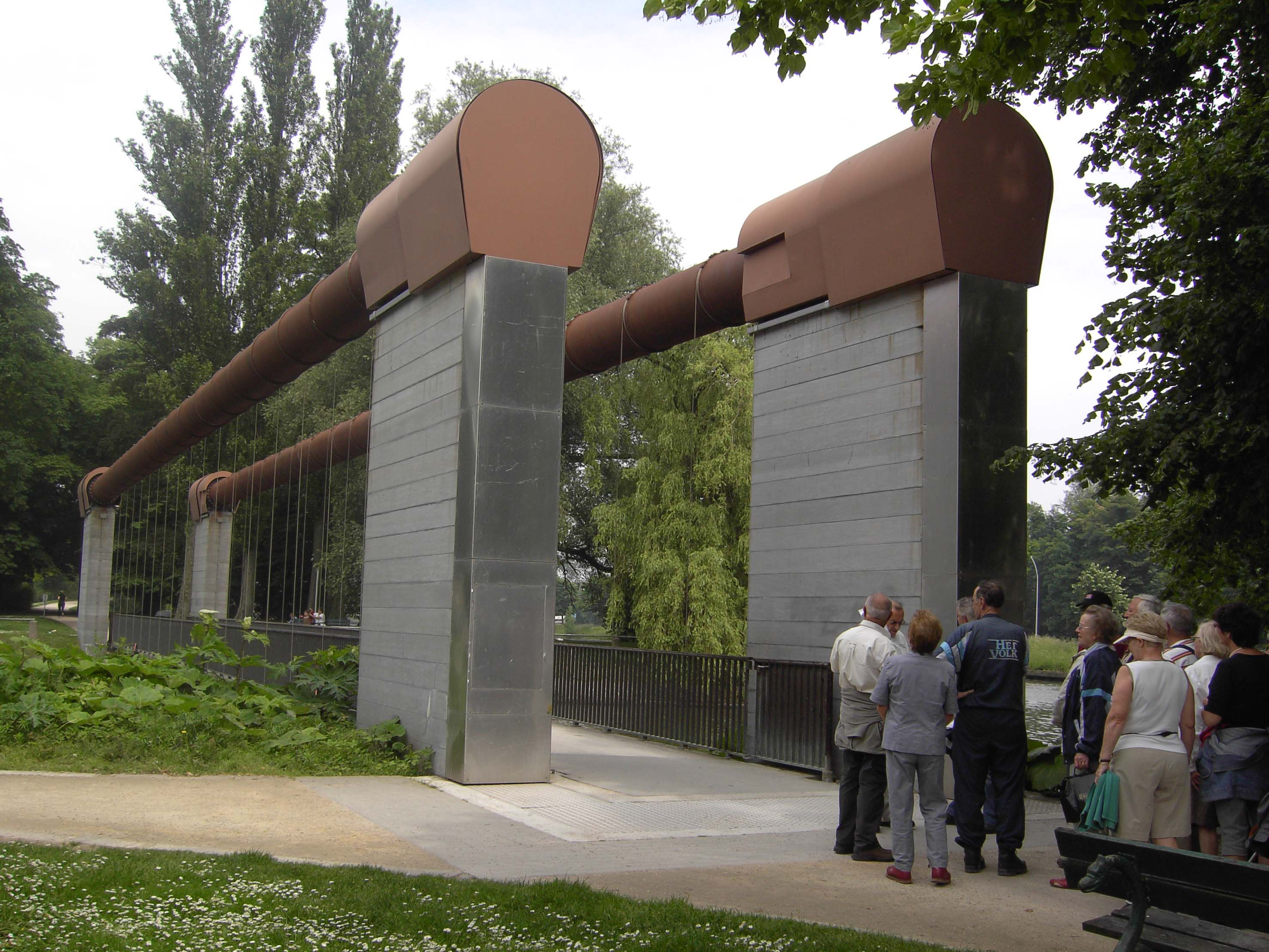
El pont Conzettbrug (2002)

El 1713 el govern austríac va heretar els Països Baixos espanyols força apobrits. Per la feblesa de l'exèrcit espanyol i l'incúria del govern espanyol, el comtat de Flandes havia perdut el seu accés al mar, quan el port de Duinkerke va ser conquistat per Lluís XIV i la desembocadura del Sassevaart, vital per al comerç de la ciutat de Gant va caure en mans de la República de les Set Províncies Unides. Brabant, pel bloqueig del port d'Anvers, també era totalment aïllat.

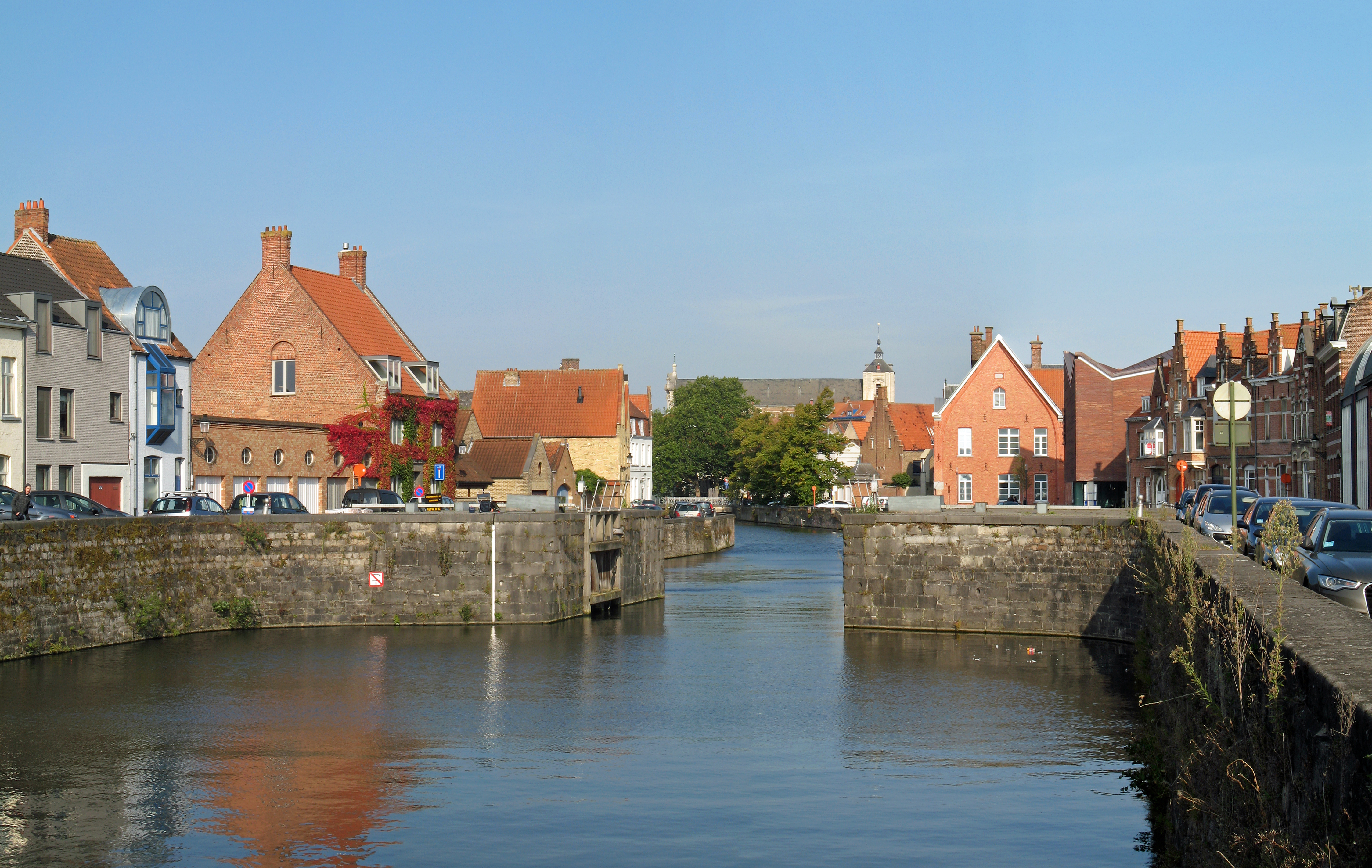
Resclosa - al rerefons es veu l'església de Walburga

Abans l'excavació del Coupure, les embarcacions que venien d'Anvers per l'Escalda interior i el canal de Gant, havien de travessar el Reie canalitzat des de la porta Katelijnepoort a l'entrada meridional de la ciutat. Sobretot el tram entre el Minnewater i l'Spinolarei –avui convertit en circuit pintoresc visitat per milers de turistes– tortuós i estret era un veritable coll d'ampolla. Per la densitat d'habitació i els monuments importants a les seves ribes era impossible eixamplar-lo.
Sota la pressió dels impresaris gantencs i inspirat per les idees de la il·lustració Carles de Lorena, el governador de Maria Teresa I d'Àustria va engegar un programa per desenclaver Anvers i Gant i trobar un millor accés al mar i desenvolupar els ports d'Oostende i de Nieuwpoort. El projecte es va atardar per problemes tècnics i entrebancs dels barquers de Bruges, que temien de perdre el «dret de transbordament», que feia obligatori el transbordament a barques del gremi brugenc per poder travessar la ciutat. També hi havia desavinença entre els estats del comtat de Flandes i del ducat de Brabant, com que aquest darrere profitaria de la infraestructura nova sense contribuir financerment. L'obra va costar 32.250 florins.
Es va decidir de connectar els canals d'Oostende i de Gant pel canal Lange Rei més ample i d'excavar una punxada nova fins als fossats i la muralla que ja no havien cap funció defensiva. Profitant una part del fossat cap a la porta Katelijnepoort, es va obtenir l'enllaç entre els dos canals, amb una resclosa a dues portes al Coupure, i un altre al la porta Dampoort, la sortida septentrional de la ciutat. Aquest canal nou va atreure unes fàbriques i tallers al seu marge, i crear feina a Bruges, en aquesta època una ciutat de les més pobres dels Països Baixos austríacs. Ja hi havia un traçat alternatiu que hauria causat menys destrosses al nucli històric en utilitzar tot el fossat exterior, però els botiguers temien perdre negocis amb els barquers, si aquest ja no haurien hagut de travessar la ciutat.
A mitjans del segle xix, aquest traçat alternatiu finalment es va realitzar entre el Coupure i la porta Dampoort i la via navegable travessant la ciutat a poc a poc va caure en desús: amb vuit ponts giratoris (amb servei manual) i dues rescloses la travessia interna quedava força lenta i la via interior atenyia els límits de capacitat. La indústria a la seva riba també va abandonar el nucli històric i instal·lar-se en polígons industrials més moderns.